# Yaşar Doğu
Yaşar Doğu, né en 1913 et mort le 8 janvier 1961, était un lutteur turc qui pratiquait la lutte libre et la lutte gréco-romaine.
Il naît dans le village de Karli, dans le district de Kavak, sur les rives de la mer Noire, au sein d'une famille d'origine circassienne. Il commence la pratique de la lutte turque traditionnelle (Yağlı güreş, qui signifie « lutte à l'huile »), à l'âge de quinze ans et reste fidèle à cette forme de combat jusqu'à son service militaire. Sa carrière de lutteur prend réellement son essor à Ankara en 1936, lorsqu'il est repéré par le lutteur Celal Atik.
Il intègre l'équipe nationale en 1939 et participe la même année aux championnats d'Europe, où il obtient la médaille d'argent. Il remportera par la suite toutes les compétitions internationales auxquelles il participera dans plusieurs catégories, des poids légers aux poids moyens. Il est successivement champion d'Europe de lutte libre en 1946, de lutte gréco-romaine en 1947 et de lutte libre en 1949, champion olympique de lutte libre en 1948, à Londres, et champion du monde de lutte libre en 1951. Au total, il livre 47 combats pour l'équipe nationale de 1939 à 1951 et n'en perd qu'un seul. Preuve de sa domination, la durée globale de ces combats n'est que de 372 minutes, alors qu'elle aurait été de 690 minutes s'ils étaient allés à leur terme.
Après l'arrêt de sa carrière sportive, il devient entraîneur.
Marié en 1937, il donne à l'un de ses fils le prénom Gazanfer en l'honneur de l'un ses camarades de l'équipe turque de lutte, Gazanfer Bilge, également champion olympique à Londres. Gazanfer Doğu sera éduqué aux États-Unis et par la suite chargé de cours en éducation physique à Université Abant İzzet Baysal, à Bolu.
Yaşar Doğu est victime d'une attaque cardiaque alors qu'il accompagne l'équipe nationale en Suède, en sa qualité d'entraîneur, aux championnats d'Europe en 1955. Il succombe à une seconde attaque en 1961.